# Tributo do Falcão Maltês

Cruz de Malta.

O tributo do Falcão Maltês é um tributo que o imperador Carlos V do Sacro Império Romano-Germânico impôs à Ordem de Malta em troca da cessão da soberania da Ilha de Malta, mediante o qual a dita ordem ficou incumbida de entregar anualmente um falcão treinado para a cetraria ao reino de Espanha.